# Kanton Romans-sur-Isère-1
Kanton Romans-sur-Isère-1 (fr. Canton de Romans-sur-Isère-1) je francouzský kanton v departementu Drôme v regionu Rhône-Alpes. Skládá se ze šesti obcí.

## Obce kantonu
- Clérieux
- Geyssans
- Peyrins
- Mours-Saint-Eusèbe
- Romans-sur-Isère (západní část)
- Saint-Bardoux